# Alliage de cuivre

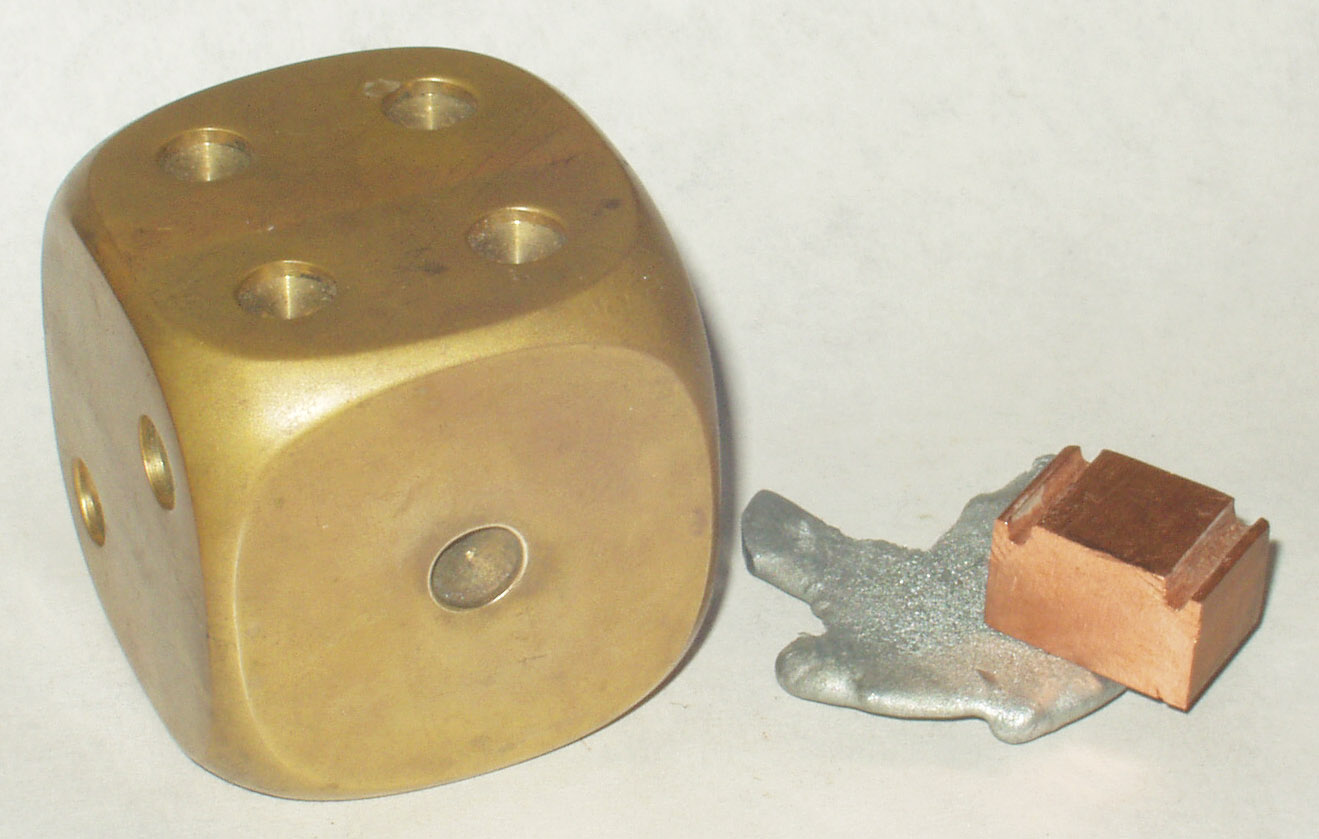
Le laiton est un des alliages les plus répandus contenant en majorité du cuivre et du zinc

Les alliages de cuivre, aussi appelés cupro-alliages, désignent un ensemble d'alliages où la teneur en cuivre est majoritaire. Ils ont en général une bonne résistance à la corrosion.

## Familles de cupro-alliages
Les grandes familles d'alliages de cuivre sont :
- les laitons : cuivre-zinc (exemple : CW 612 N, appellation chimique : CuZn39Pb2) ;
- les bronzes : cuivre-étain (exemple : CW 460 K, appellation chimique : CuSn8PbP ) ;
- les cuprobérylliums : cuivre-béryllium (exemple : CuBe2) ;
- les cuproaluminiums : cuivre-aluminium ;
- les cupronickels : cuivre-nickel ;
- les maillechorts : cuivre-nickel-zinc ;
- les ruolzs : cuivre-nickel-argent ;
- les cuprosiliciums : cuivre-silicium ;
- les cuproplombs : cuivre-plomb ;
- les billons : cuivre-argent ;

## Exemples
La pièce de 1 euro est constituée d'un centre « blanc » en cupronickel (75 % Cu, 25 % Ni) sur âme de nickel et d'une couronne « jaune » en maillechort (75 % Cu, 20 % Zn, 5 % Ni). Les alliages (centre et couronne) sont inversés pour la pièce de 2 euros.